# Javier Faus
Javier Faus Santasusana (Barcelona, 23 de agosto de 1964) es un empresario catalán especializado en Capital Inversión (Private Equity, en inglés). Es fundador y presidente de la empresa de administración de fondos Meridia Capital Partners y, desde 2001, ha gestionado operaciones por valor de más de dos billones de euros entre inversiones y venta de activos, mayoritariamente en el sector inmobiliario español, francés y latinoamericano. Entre 2010 y 2015 fue vicepresidente económico y estratégico del FC Barcelona. También fue vicepresidente del Real Club de Tenis Barcelona entre 2008 y 2019. Desde julio de 2019 hasta julio de 2022 presidió el Círculo de Economía de Barcelona.

## Estudios
Javier Faus es licenciado en derecho por la Universidad de Barcelona, tiene un máster en derecho internacional por la Universidad de Georgetown (Washingtown D.C.) y un MBA por ESADE (Barcelona).

## Trayectoria empresarial
Antes de empezar su carrera en el mundo de las inversiones, Faus trabajó como abogado especializado en Fusiones y adquisiciones en Nueva York (Garrigues) y Barcelona (Cuatrecasas) durante once años.
En 2001, dirigió un consorcio para adquirir Hovisa, la empresa inmobiliaria propietaria del Hotel Arts Barcelona (Ritz-Carlton), entre otros activos. Subsiguientemente se convirtió en presidente y accionista minoritario de la empresa.
En 2006, dirigió la venta de Hovisa a un consorcio formado por Host Hotels & Resorts y GIC (del gobierno de Singapur). Esta operación obtuvo, en su momento, el precio más alto jamás pagado por un solo bien inmueble en España (417 millones de euros).
Entre 2003 y 2007, Faus fue socio gestor para España y Portugal de Patron Capital Partners, empresa londinense de fondos inmobiliarios relacionada con universidades de Estados Unidos.
En 2006, fundó Meridia Capital Partners, una empresa especializada en fondos inmobiliarios y de inversión. Su primer fondo, "Meridia I", invirtió en hoteles urbanos incluyendo el W París Opéra Hotel, el Four Seasons Hotel de Ciudad de México, el Ritz-Carlton Hotel de Santiago de Chile y el Hotel Intercontinental de Sao Paulo.
En 2014, Meridia lanzó "Meridia II", invirtiendo en el sector inmobiliario español. En febrero de 2016, lanzó "Meridia III", un fondo inmobiliario similar a Meridia II en términos de estrategia.
Entre 2010 y 2015 fue vicepresidente económico del FC Barcelona bajo la presidencia de Sandro Rosell, dirigió la política económica de la entidad y fue quien negoció con Catar Sports Investments el contrato que vinculó Catar con el club, que aportaba en ese momento entre 30 y 35 millones de euros anuales.
Entre 2011 y 2013 Faus fue tesorero del Círculo de Economía, y entre 2010 y 2014 fue miembro de la junta directiva de Inmobiliaria Colonial.
En mayo de 2019 se hizo público que sería el único candidato a las elecciones de julio a la presidencia del Círculo de Economía para suceder a Juan José Brugera.
El 24 de julio de 2019, Faus fue elegido presidente del Círculo de Economía. Faus, que era el único candidato, fue proclamado presidente con 423 votos favorables, 1 voto en contra y una abstención. Faus anunció la creación de un consejo asesor que estaría integrado por el presidente saliente, Juan José Brugera, y los dos presidentes anteriores, el profesor de la Universidad de Barcelona, Anton Costas y el exministro del PP, Josep Piqué. También hizo público que el nuevo equipo directivo sería paritario: 10 hombres y 10 mujeres de reconocido prestigio.

## Controversias
En 1996, Faus recibió la adjudicación directa y el encargo del entonces presidente del Barça, José Luis Núñez, de poner en marcha el local temático Màgic Barça en la Villa Olímpica de Barcelona. Una millonaria inversión inicial que estaba previsto replicar en otros clubes de la primera división española. El local no tuvo el éxito esperado y el fracaso fue espectacular. En 1998, Màgic Barça cerró el negocio y la idea ya no fue exportada a ningún otro club.
En junio de 2005, Javier Faus dimitió de la junta directiva del FC Barcelona, que dirigía Joan Laporta, después de que días antes también lo hicieran Sandro Rosell, Josep Maria Bartomeu, Jordi Moix y Jordi Monés. Faus alegó motivos personales y profesionales, pero también fue determinante su distanciamiento con el presidente Laporta y que fuera marginado de las negociaciones del club para acordar determinados patrocinios.
En el año 2010, con la victoria de la candidatura presidida por Sandro Rosell a la presidencia del FC Barcelona, Faus fue nombrado vicepresidente económico de la junta directiva, encargó la reformulación de cuentas de la junta saliente presidida por Joan Laporta e impulsó una acción social de responsabilidad contra la directiva anterior que fue aprobada por la asamblea de compromisarios. En julio de 2011, la junta interpuso la demanda ante los tribunales. En octubre de 2014, la justicia desestimó la demanda y determinó que el resultado global del mandato Laporta había sido positivo.
En 2010, Sandro Rosell y Javier Faus fueron los principales impulsores del acuerdo con Catar para incorporar publicidad en la camiseta del FC Barcelona. Faus y Rosell habrían obviado el aparente conflicto de intereses en que estaban inmersos durante la negociación del acuerdo. Faus era consejero de Inmobiliaria Colonial, empresa participada por el fondo estadounidense Colony Capital que, a su vez era el propietario del 70% del París Saint-Germain Football Club. En diciembre de 2010, el FC Barcelona firmó el acuerdo de venta de la camiseta con Qatar Sports Investments y, seis meses después, QSI compró a Colony Capital el 70% del PSG. En mayo de 2014, Faus renunció a su cargo de consejero de Colonial coincidiendo con la entrada en la inmobiliaria del fondo de inversión Qatar Investment Authority.
En junio de 2011, Javier Faus anunció la reducción de un 50% del presupuesto destinado a las secciones y la supresión de la sección de béisbol por considerar insostenible su mantenimiento. La medida causó polémica ya que implicaba un ahorro relativamente pequeño y que la directiva, además, había prometido en campaña electoral que potenciaría el carácter polideportivo del club.
En noviembre de 2012, Faus anunció que, para la temporada siguiente, la publicidad de la camiseta se reconvertiría de Qatar Foundation a Qatar Airways en aplicación de una de las cláusulas del contrato inicial. Una cláusula que ni la prensa ni los socios del Barça tenían constancia de su existencia. Faus reconoció que había sido una petición del patrocinador y que había que tenerlo en cuenta por lealtad a un socio colaborador.
En diciembre de 2013, como vicepresidente económico del FC Barcelona, Faus protagonizó unas declaraciones polémicas sobre la renovación de Leo Messi que provocaron la indignación del entorno familiar de Messi y la reacción airada del propio Messi. Faus declaró a la emisora RAC1 que: «no entendería que el club renovara nuevamente el contrato de Leo Messi, porque ya fue ampliado y mejorado el año anterior» y recordó que: «No sé por qué deberíamos hacerlo de nuevo, no tenemos que presentar una mejora de contrato cada seis meses». Leo Messi replicó con expresiones como: «Faus no sabe nada de fútbol». «Recuerdo (al Sr. Faus) que ni yo ni nadie de mi entorno ha pedido ningún aumento ni renovación» o «el Barça es el mejor equipo del mundo y debería ser representación por los mejores dirigentes». En enero de 2014, Faus matizó sus declaraciones diciendo que no había habido mala fe y que: «A veces se dicen cosas que no se quieren decir».
En noviembre de 2014, el excandidato a la presidencia del FC Barcelona, Agustí Benedito, declaró en rueda de prensa que Faus tuvo intereses y negocios en Catar mientras fue directivo del Barça. Faus interpuso una querella contra Benedito, que se había negado a retractarse. La justicia desestimó la demanda y condenó a Javier Faus al pago de las costas judiciales.